# Гривятки
Гривятки (укр. Грив'ятки) — село в Поворской сельской общине Ковельского района Волынской области Украины.
Код КОАТУУ — 0722183202. Население по переписи 2001 года составляет 272 человека. Почтовый индекс — 45046. Телефонный код — 3352. Занимает площадь 0,93 км².